# Thriller 40
Thriller 40 — це спеціальне перевидання альбому Thriller (1982) з нагоди його 40-річчя, шостого студійного альбому американського співака Майкла Джексона. Оригінальний альбом був проданий у кількості 70 мільйонів копій по всьому світу, що робить його найбільш продаваним альбомом усіх часів . Його було випущено 18 листопада 2022 року Epic, Legacy Recordings і MJJ Productions. Це перший альбом музиканта за останні п'ять років з моменту виходу збірки Scream у 2017 році. Thriller 40 — це третє перевидання Thriller після спеціального випуску 2001 року та Thriller 25 (2008).

## Історія
30 листопада 1982 року Майкл Джексон випустив свій шостий студійний альбом під назвою Thriller. Цей альбом став найбільш продаваним альбомом усіх часів, з продажами, оцінюваними на понад 70 мільйонів копій по всьому світу. Цей рекорд підтверджує його місце як незаперечного лідера у світі музики. Thriller став першим альбомом в історії, що мав сім синглів, які потрапили в топ-10 хіт-парадів. Величезний успіх Thriller підкреслив статус Майкла Джексона як домінуючої фігури в поп-музиці та зробив його міжнародною іконою поп-культури.

## Маркетинг і просування

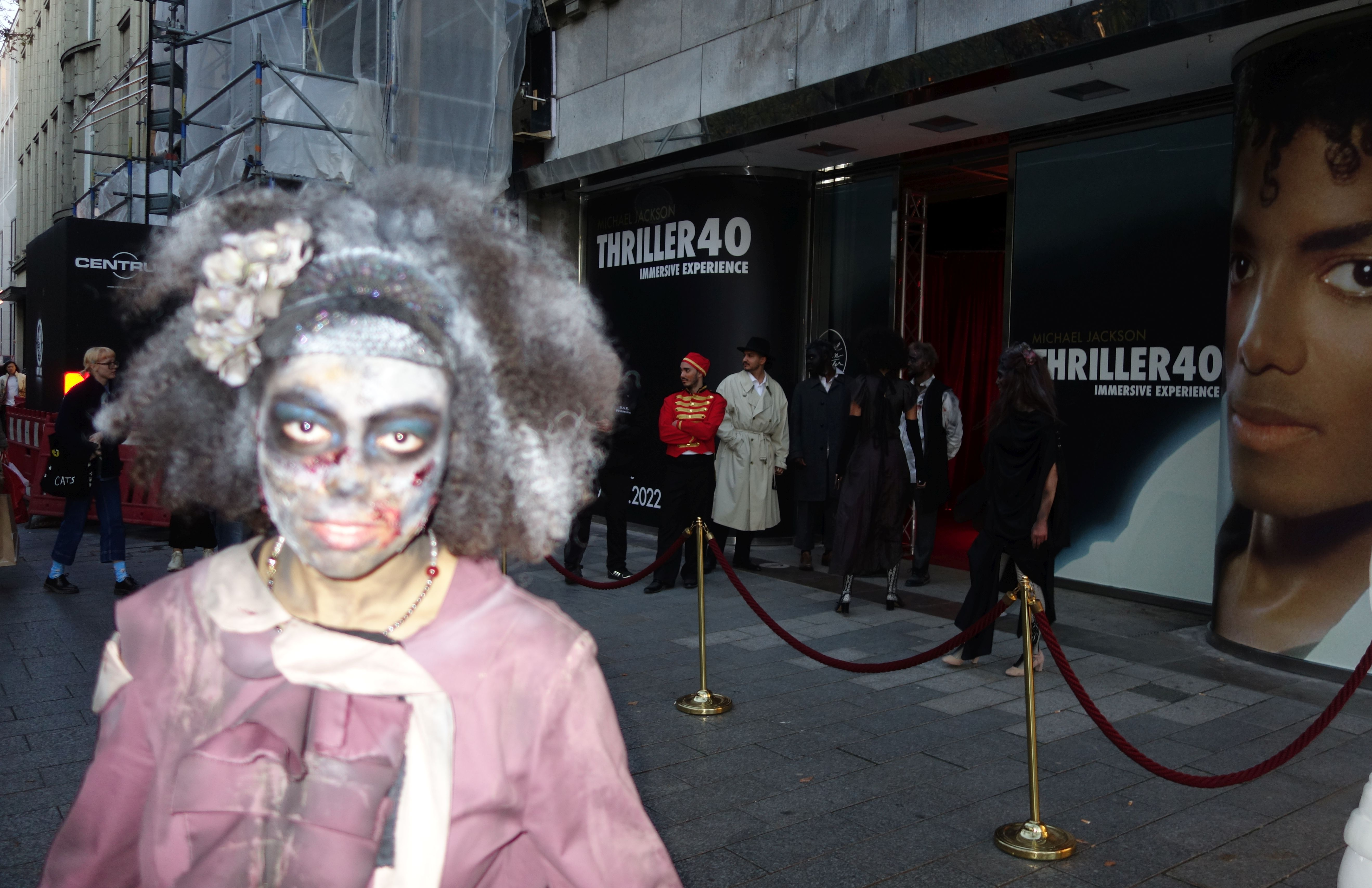
Просування в Дюссельдорфі, Німеччина

Американський співак Maxwell виконав пісню «The Lady in My Life» на церемонії вручення музичної премії <i id="mwNQ">Billboard</i> Music Awards 2022. Він висловив свою вдячність, говорячи: «Для мене це величезна честь бути тут, величезна честь відзначити 40-ту річницю альбому Thriller. Коли я прокинувся о шостій ранку, намагаючись зібрати всі свої думки, я зрозумів, що немає кращої особи, немає нікого кращого за Майкла Джексона. Тому я просто бажаю зробити це належним чином, достойно відтворити його творчість».
Було заплановано кілька інших заходів перед випуском Thriller 40. 4 жовтня музичний журналіст і режисер Нельсон Джордж оголосив про свою роботу над документальним фільмом про процес створення альбому Трилер. Фільм включатиме раніше невидані кадри, які розкриють деталі, незвідані раніше, про створення цього іконічного твору.
1 листопада Michael Jackson Estate та Sony Music розпочали всесвітню кампанію з нагоди 40-річчя альбому Thriller. Ця кампанія містила різноманітні заходи для фанатів, такі як вечірки та Immersive Experience, що відбувалися у двох країнах. В першу чергу, відбулися заходи в Дюссельдорфі, Німеччина з 10 по 13 листопада, а потім в Нью-Йорку з 18 по 20 листопада. Окрім того, було проведено зйомку цієї події, яка стане частиною документального фільму про Thriller, який планується вийшов 30 листопада.
14 листопада компанія Sony Music випустила на YouTube високоякісну 4K-версію кліпу Майкла Джексона «Beat It». Також, було випущено ремастеровану 4K-версію короткометражного фільму «Thriller», яка спочатку була доступна на iTunes і Tidal, але незабаром була видалена. 17 листопада на YouTube також з'явився ремастерований короткометражний фільм «Thriller» у форматі 4K.

## Бонусний матеріал
У складі Thriller 40 знаходиться оригінальне демо пісні «Behind the Mask», яке раніше було перероблено і включено до посмертного альбому Майкла Джексона Michael 2010 року. Також у цьому перевиданні міститься оригінальне демо пісні «Thriller» під назвою «Starlight». До раніше невиданих пісень входять «She's Trouble», «What a Lovely Way to Go» і «Who Do You Know». Крім того, трекліст включає пісні «Got the Hots», «Carousel», «Can't Get Outta the Rain» і «Sunset Driver».

## Випуск
Thriller 40, який був оголошений 16 травня 2022 року, є дванадцятим релізом Sony та/або Motown після смерті Майкла Джексона у 2009 році. У рамках цього перевидання компанія оголосила про випуск оригінального альбому на аудіофільському лейблі Mobile Fidelity Sound Lab у форматах стерео Super Audio CD і вінілової платівки з обмеженим тиражем у 40 000 пронумерованих копій. Однак оголошення, що містить інформацію про використання цифрових файлів Direct Stream у вінілових релізах, викликало сумніви серед громадськості і спричинило полеміку. Деякі журналісти висловлювали скепсис щодо претензій компанії Mobile Fidelity про використання аналогових майстер-стрічок. Крім того, компанія несподівано випустила версії оригінального альбому у форматах 360 Reality Audio та Dolby Atmos на платформах Amazon Music та Apple Music в той же день, що й Thriller 40.

## Комерційні показники
У Сполучених Штатах за правилами Billboard, Thriller 40 розглядається як той самий альбом, що й оригінальний Thriller, і повернувся на чарт Billboard 200 під сьомим номером. Протягом першого тижня продажів в США було реалізовано приблизно 37 000 копій альбому. На другому тижні після виходу альбом зайняв 16-те місце в чарті, продавши 18 000 примірників (зменшення на 35 % порівняно з першим тижнем).

## Список композицій
| Диск 1: Thriller. | Диск 1: Thriller.                      | Диск 1: Thriller.           | Диск 1: Thriller.           | Диск 1: Thriller. |
| #                 | Назва                                  | Автор                       | Продюсер(и)                 | Тривалість        |
| ----------------- | -------------------------------------- | --------------------------- | --------------------------- | ----------------- |
| 1.                | «Wanna Be Startin' Somethin»           | Майкл Джексон               | Квінсі Джонс, Майкл Джексон | 6:02              |
| 2.                | «Baby Be Mine»                         | Род Темпертон               | Квінсі Джонс                | 4:20              |
| 3.                | «The Girl Is Mine (з Полом Маккартні)» | Майкл Джексон               | Квінсі Джонс, Майкл Джексон | 3:42              |
| 4.                | «Thriller»                             | Темпертон                   | Квінсі Джонс                | 5:57              |
| 5.                | «Beat It»                              | Майкл Джексон               | Квінсі Джонс, Майкл Джексон | 4:18              |
| 6.                | «Billie Jean»                          | Майкл Джексон               | Квінсі Джонс, Майкл Джексон | 4:54              |
| 7.                | «Human Nature»                         | Стів Поркаро, Джон Беттіс   | Квінсі Джонс                | 4:06              |
| 8.                | «P.Y.T. (Pretty Young Thing)»          | Джеймс Інграм, Квінсі Джонс | Квінсі Джонс                | 3:59              |
| 9.                | «The Lady in My Life»                  | Темпертон                   | Квінсі Джонс                | 4:59              |
| 42:16             |                                        |                             |                             |                   |

| Диск 2: Бонусні матеріали | Диск 2: Бонусні матеріали          | Диск 2: Бонусні матеріали                   | Диск 2: Бонусні матеріали   | Диск 2: Бонусні матеріали |
| #                         | Назва                              | Автор                                       | Продюсер(и)                 | Тривалість                |
| ------------------------- | ---------------------------------- | ------------------------------------------- | --------------------------- | ------------------------- |
| 1.                        | «Starlight»                        | Темпертон                                   | Квінсі Джонс                | 5:04                      |
| 2.                        | «Got the Hots» ((Demo))            | Темпертон                                   | Квінсі Джонс                | 4:25                      |
| 3.                        | «Who Do You Know» ((Demo))         | Майкл Джексон                               | Майкл Джексон               | 5:23                      |
| 4.                        | «Carousel»                         | Майкл Сембелло, Дон Фріман                  | Квінсі Джонс                | 3:39                      |
| 5.                        | «Behind the Mask»                  | Майкл Джексон, Рюічі Сакамото, Кріс Мосделл | Майкл Джексон, Квінсі Джонс | 5:01                      |
| 6.                        | «Can't Get Outta the Rain»         | Майкл Джексон, Квінсі Джонс                 | Майкл Джексон, Квінсі Джонс | 4:06                      |
| 7.                        | «The Toy» ((Demo))                 | Майкл Джексон                               | Майкл Джексон               | 3:04                      |
| 8.                        | «Sunset Driver» ((Demo))           | Майкл Джексон                               | Майкл Джексон               | 4:03                      |
| 9.                        | «What a Lovely Way to Go» ((Demo)) | Майкл Джексон                               | Майкл Джексон               | 3:55                      |
| 10.                       | «She's Trouble» ((Demo))           | Біллі Лівсі, Террі Бріттен, Сью Шифрін      | Квінсі Джонс                | 4:13                      |
| 42:53                     |                                    |                                             |                             |                           |

| Бонусні треки делюкс-видання (лише у цифровому форматі) | Бонусні треки делюкс-видання (лише у цифровому форматі) | Бонусні треки делюкс-видання (лише у цифровому форматі) | Бонусні треки делюкс-видання (лише у цифровому форматі) | Бонусні треки делюкс-видання (лише у цифровому форматі) |
| #                                                       | Назва                                                   | Автор                                                   | Продюсер(и)                                             | Тривалість                                              |
| ------------------------------------------------------- | ------------------------------------------------------- | ------------------------------------------------------- | ------------------------------------------------------- | ------------------------------------------------------- |
| 20.                                                     | «Billie Jean» (Home Demo from 1981)                     | Майкл Джексон                                           | Майкл Джексон                                           | 2:20                                                    |
| 21.                                                     | «Billie Jean» (Long Version)                            | Майкл Джексон                                           | Майкл Джексон, Квінсі Джонс                             | 6:20                                                    |
| 22.                                                     | «Billie Jean 2008» (Каньє Вест Mix)                     | Майкл Джексон                                           | Майкл Джексон, Каньє Вест, Ентоні Кілхоффер             | 4:35                                                    |
| 23.                                                     | «Beat It» (Demo)                                        | Майкл Джексон                                           | Майкл Джексон                                           | 2:03                                                    |
| 24.                                                     | «Beat It 2008»                                          | Майкл Джексон                                           | Майкл Джексон, will.i.am                                | 4:11                                                    |
| 25.                                                     | «Wanna Be Startin' Somethin'» (Demo)                    | Майкл Джексон                                           | Майкл Джексон                                           | 5:43                                                    |
| 26.                                                     | «Wanna Be Startin' Somethin'» (Томмі Ді Mix)            | Майкл Джексон                                           | Майкл Джексон, Квінсі Джонс, Томмі Ді                   | 7:40                                                    |
| 27.                                                     | «Wanna Be Startin' Somethin' 2008» (з Аляун Тіам)       | Майкл Джексон, Аляун Тіам, Джорджіо Туінфорт            | Майкл Джексон, Аляун Тіам, Джорджіо Туінфорт            | 4:14                                                    |
| 28.                                                     | «Human Nature» (7" Remix)                               | Поркаро, Беттіс                                         | Квінсі Джонс                                            | 3:45                                                    |
| 29.                                                     | «P.Y.T. (Pretty Young Thing)» (Demo)                    | Майкл Джексон, Грег Філлінгейнс                         | Майкл Джексон                                           | 3:46                                                    |
| 30.                                                     | «P.Y.T. (Pretty Young Thing) 2008» (з will.i.am)        | Майкл Джексон, Вільям Адамс, Кіт Гарріс                 | Майкл Джексон, will.i.am                                | 4:21                                                    |
| 31.                                                     | «The Girl Is Mine 2008» (з will.i.am)                   | Майкл Джексон, Вільям Адамс, Кіт Гарріс                 | Майкл Джексон, will.i.am                                | 3:10                                                    |
| 32.                                                     | «Thriller» (7" Special Edit)                            | Темпертон                                               | Квінсі Джонс                                            | 4:37                                                    |
| 33.                                                     | «Thriller» (Def Thriller Mix)                           | Темпертон                                               | Квінсі Джонс, Девід Моралес, Френкі                     | 7:22                                                    |
| 34.                                                     | «Thriller Megamix»                                      | Майкл Джексон, Темпертон, Квінсі Джонс, Інгрем          | Квінсі Джонс, Квінсі Джонс, Джейсон Невінс              | 9:14                                                    |
| 73:21                                                   |                                                         |                                                         |                                                         |                                                         |

Загальна тривалість альбому складає: 158:30

## Чарти
| Чарт (2022)                        | Найвища позиція |
| ---------------------------------- | --------------- |
| Італія (FIMI)                      | 7               |
| Японія Japanese Albums (Oricon)    | 6               |
| Нова Зеландія (RMNZ)               | 22              |
| Португалія Portuguese Albums (AFP) | 10              |
| Швеція (Sverigetopplistan)         | 38              |